# Alexandra Paul (kunstschaatsster)
Alexandra Jane (Alex) Paul (Toronto, 16 september 1991 – Melancthon, 22 augustus 2023) was een Canadees kunstschaatsster die actief was als ijsdanseres. Ze werd in 2010 met haar schaatspartner, en latere echtgenoot, Mitchell Islam tweede op het WK voor junioren. In 2014 namen ze deel aan de Olympische Winterspelen in Sotsji, waar ze 18de werden. Ze beëindigden in 2016 hun schaatscarrière.

## Biografie
Haar internationale schaatscarrière begon Paul met Jason Cheperdak, met wie ze ze in 2008 derde werd bij de novice en een jaar later derde bij de junioren. Ze was ondertussen al op zoek naar een andere schaatspartner en die vond ze in februari 2009 bij Mitchell Islam. Hij trainde bij hetzelfde schaatsopleidingscentrum als Paul.
Ze wonnen het nationale juniorenkampioenschap van Canada, werden afgevaardigd naar het WK voor junioren in Den Haag en wonnen daar vervolgens de zilveren medaille. Ze maakten de overstap naar de senioren en wisten mochten meerdere keren deelnemen aan grote toernooien. Hun beste resultaat is de tiende plaats op het WK van 2014. In hetzelfde jaar deden ze ook mee aan de Olympische Spelen in Sotsji.
In december 2016 maakten ze bekend hun schaatscarrière te beëindigen. Beiden rondden vervolgens hun studie politieke wetenschappen af en Paul werd in 2020 doctor in de rechten. Ze werkte als advocaat bij Barriston Law.

## Privéleven
Ze trouwde in september 2021 met haar voormalige schaatspartner Mitchell Islam en werd een jaar later moeder van een zoon. Op 22 augustus 2023 kwam ze om het leven toen een vrachtwagen op haar auto botste. Haar zoontje zat bij haar in de auto toen het ongeluk gebeurde, maar hij overleefde de crash.

## Belangrijke resultaten
2007-09 met Jason Cheperdak, 2009-2016 met Mitchell Islam
| Kampioenschap                | 08/09 |        | 09/10         | 10/11         | 11/12         | 12/13         | 13/14         | 14/15         | 15/16         | 16/17 |
| ---------------------------- | ----- | ------ | ------------- | ------------- | ------------- | ------------- | ------------- | ------------- | ------------- | ----- |
| Olympische Spelen            |       |        |               |               |               | 18e           |               |               |               |       |
| Wereldkampioenschap          |       |        |               |               |               | 10e           | 13e           |               |               |       |
| Viercontinentenkampioenschap |       |        |               | 6e            |               |               | 6e            |               |               |       |
| Nationaal kampioenschap      |       |        | Brons         | 5e            | 4e            | Brons         | Brons         | 4e            |               |       |
| WK junioren                  |       | Zilver | geen deelname | geen deelname | geen deelname | geen deelname | geen deelname | geen deelname | geen deelname |       |
| NK junioren                  | Brons | Goud   | geen deelname | geen deelname | geen deelname | geen deelname | geen deelname | geen deelname | geen deelname |       |